# جائزة ماليزيا الكبرى للدراجات النارية 1994
جائزة ماليزيا الكبرى للدراجات النارية 1994 هو سباق دراجات نارية أقيم بتاريخ 10 أبريل 1994 في حلبة شاه عالم. كان الجولة الثانية من أصل 14 في سباق الجائزة الكبرى للدراجات النارية موسم 1994. فاز ميك دوهان بفئة الموتو جي بي بينما جاء جون كوسينسكي في المركز الثاني وحصل على المركز الثالث شينيتشي إيتو.

## وصلات خارجية
- الموقع الرسمي